# Hárs Viktor
Hárs Viktor (Budapest, 1966. augusztus 22. –) magyar basszusgitáros, nagybőgős, a HársHegy Band, a Babos Project Special, a Class Jazz Band és a Modern Art Orchestra basszusgitárosa, nagybőgőse.

## Pályafutása
15 évesen kezdett nagybőgőzni, valamint basszusgitározni. 1985 és 1988 között elvégezte a Bartók Béla Zeneművészeti Szakiskola jazz- és klasszikus bőgő tanszakait. 1989 és 1992 között luxushajókon és szállodákban játszott saját zenekarával, több mint 30 országban. 1993 óta az egyik legfoglalkoztatottabb bőgős, basszusgitáros Magyarországon.
Játszott szinte valamennyi ismert magyar jazz-zenésszel, valamint számos külföldivel. A teljesség igénye nélkül: Ernie Wilkins, Tony Scott, Ed Thigpen, Fred Hersch, Carl Fontana, Herbie Mann, Dean Brown, Didier Lockwood, Al Jarreau, David Liebman, Peter Erskine, Al Di Meola, Trilok Gurtu, Johnny Griffin, Bob Mintzer, Jasper van 't Hof és Wallace Roney. Hazai fesztiválok mellett számos külföldi városban is fellépett már, mint például Nürnberg, Bécs, Varsó, Tallinn, Helsinki, Luzern, Marseille, Bangkok, Eilat, Montreux. 1997-ben készítette első önálló szerzői anyagát műsoros kazetta formájában, Yellow címmel. 1998-ban jelent meg a PCD Multimédia kiadónál első CD-je, a Contacts and Conflicts.
A jazz-produkciók mellett 1987 óta néhány évig tagja volt a Katona Klári zenekarnak, mellyel 2002-ben koncertlemezt készített, valamit 1998 óta tagja a Hobo Blues Band-nek, melynek egyik zeneszerzője is. Nevéhez is fűződik Hobo József Attila-, Faludy György, valamint Villon-estjének zenéje és több Hobo Blues Band lemez. 1999 óta a Kőbányai Zenei Stúdió tanára. 2003-ban pedig Artisjus-díjat kapott.
Jelenleg a Babos Project Special, a Horgas Eszter Class Jazz Band, valamint a Modern Art Orchestra tagja, ahol hangszerel és zenét is szerez. A Budapest Jazz Orchestra számára írta első big band darabját 2004-ben, Szögesdrót gyermek címmel, melyből 2005-ben lemez készült. 2006-ban szintén e zenekar felkérésére írta a Rock And Roll című művét, mely hat modern big band nótából áll
. 2003 decemberében alakult saját zenekara, mely Hárshegy néven fut, tagjai között találjuk Váczi Esztert, Fehér Gézát, Dés Andrást és Gyenge Lajost. Az együttes zenéjére leginkább az intellektuális vokális kortárs pop-jazz kifejezés találó. A zenekar első lemeze 2006-ban jelent meg. Zenészi tevékenysége mellett szövegeket ír magyar és angol nyelven, a Zenész újság Basszusklubjának rovatvezetője, továbbá videóklippeket is készít. 2008. október 24-én a Hobo Blues Band akkori felállása megszűnt, vagyis Fehér Géza, Nagy Szabolcs, Hárs Viktor és Gyenge Lajos kiváltak a zenekarból.

## Diszkográfia
- 1988 – Brass Age – Tones
- 1988 – Gábor Winand – Captive Dreamer
- 1990 – Szakcsi-Lakatos Dezső – Hosszú forró nyár
- 1994 – Dezső Csaba – Magic Violin
- 1996 – Pleszkán Frigyes Trió – Second Step
- 1997 – Malek Andrea – 5 Seasons
- 1997 – Balázs Elemér Quintet – My New Way
- 1997 – Vukán György-Pablo Neruda – Love Poems
- 1998 – Malek Andrea – Fly
- 1998 – Babos Gyula – Egyszer volt
- 2000 – Blacksmith Workshop – Childhood 'Round 2000
- 2000 – Modern Art Orchestra – A Vándor
- 2007 – Hobo Blues Band – Senkifalva